# Steven van Weyenberg
Steven Peter Robert Albert van Weyenberg (né le 21 mars 1973) est un homme politique néerlandais d'origine belge, membre du parti social-libéral Démocrates 66 (D66). Il siège à la Chambre des représentants et occupe plusieurs postes ministériels.

## Carrière
Van Weyenberg étudie l'économie et les relations internationales et travaille comme fonctionnaire pour le ministère des Affaires économiques et le ministère des Affaires sociales et de l'Emploi,.
Il rejoint le D66 en 1994 et siège à la Chambre des représentants entre 2012 et 2023, se concentrant sur les finances et les affaires sociales,,. Il aide son parti lors des négociations dans le cadre de la formation du troisième cabinet Rutte, travaillant sur des réformes du système fiscal. Celles-ci comprennent des modifications de la déduction des intérêts hypothécaires, une augmentation du taux de la taxe sur la valeur ajoutée et la création de nouvelles taxes environnementales. En tant que député, Van Weyenberg propose de supprimer les prestations gouvernementales au profit d'une allocation unique à la suite du scandale des allocations de garde d'enfants, dans lequel des citoyens ont été faussement accusés de fraude par l'administration fiscale et douanière. Il quitte temporairement la Chambre des représentants pour occuper le poste de secrétaire d'État aux Infrastructures et à la Gestion de l'eau dans le troisième cabinet Rutte, du 10 août 2021 au 10 janvier 2022. Il succède à Stientje van Veldhoven, qui a démissionné pour occuper un autre poste. Lorsqu'une enquête révèle que la pollution de l'usine Tata Steel d'IJmuiden a eu des effets néfastes sur la santé des riverains, Van Weyenberg déclare que l'usine n'aurait pas d'avenir sans des changements majeurs.
Après son retour au Parlement, il travaille avec GroenLinks–PvdA et l'Union chrétienne sur une série de mesures visant à accroître le pouvoir d'achat dans un contexte d'inflation élevée. En août 2023, avant les élections générales de novembre, il annonce qu'il ne briguerait pas un nouveau mandat. Il pourvoit de nouveau à un poste vacant dans le quatrième cabinet démissionnaire Rutte à compter du 6 décembre 2023, devenant secrétaire d'État à la Culture et aux Médias. Il change de poste pour devenir ministre des Finances le 12 janvier 2024 pour succéder à Sigrid Kaag. Le cabinet Schoof suivant prête serment le 2 juillet 2024, mettant fin au mandat de Van Weyenberg.